# Lingua dei segni trinidadiana
La lingua dei segni trinidadiana, in lingua inglese Trinidad & Tobago Sign Language, sigla TTSL, è il creolo della lingua dei segni americana per sordi più comunemente utilizzata in Trinidad e Tobago, con una popolazione di circa tra 1 800 e 2 000 persone della comunità sorda trinidadiana.

## Storia
Era utilizzata dal 1943 per l'insegnamento nella scuola per sordi. Ancora oggi esiste l'unico istituto per sordi trinidadiana: Cascade for the Deaf School. Di recente alcune associazioni e società per interpreti della lingua dei segni trinidadiana hanno manifestato l'interesse verso un nuovo studio di un'altra lingua creola dei segni: la lingua dei segni caraibica, ancora oggi oggetto agli studi linguistici in alcune accademie degli stati insulari caraibici.